# 9632 Судо
9632 Судо (9632 Sudo) — астероїд головного поясу, відкритий 15 жовтня 1993 року.
Тіссеранів параметр щодо Юпітера — 3,183.
Названо на честь Судо (яп. すどう(首藤) судо:).